# Spoluspotřebitelství
Spoluspotřebitelství (z anglického collaborative consumption), je termín používaný k popisu ekonomického modelu založeného na sdílení, výměnách, půjčování nebo pronájmu produktů, na rozdíl od jejich vlastnění. Část spoluspotřebitelství, založená na směně je označována pojmem sdílená ekonomika. Předmět (chata, byt, auto, sekačka atd.) sami používáte pro osobní nebo podnikatelskou činnost jen nějakou dobu a ve volném období jej pronajímáte nebo půjčujete ostatním subjektům. Za spoluspotřebitelství nelze považovat ekonomickou činnost firem, založenou na pronájmu a půjčování předmětů. Chybí zde podmínka, vlastního využívání předmětů pronájmu. Moderní technologie umožňují tento způsob směny, typický spíše pro pospolitosti, a komunitní ekonomiky obecně, znovuobjevit, protože jsou schopné ve velkém měřítku propojovat nabídku s poptávkou lidí, kteří nesdílí stejný fyzický prostor. Spoluspotřebitelství přináší inovace v podnikání. Zohledňuje nejen konzumaci samotnou, tedy prodejní a distribuční řetězce, ale také kontext konzumace.

## Historie
Koncepce opětovného použití nebo veřejného sdílení produktů není nová. Spoluspotřebitelství je esenciálním nástrojem k udržování primárních sociálních vazeb, zejména v rámci rodiny, mezi přáteli a sousedy. Jistá míra sdílení je nutná i v pracovním procesu, protože bez něj by bylo složitější uskutečňovat projekty, které vyžadují kooperaci zúčastněných, obtížné.
Bylo také běžné v komunitních ekonomikách. V kmenových společnostech bylo sdílení nezbytností nutnou k přežití, ale také „hlavním zdrojem radosti“. To se dělo v rámci dané skupiny, ale často také směrem k cizincům ve formě pohostinství. Zvýšenou ochotu ke sdílení s cizinci můžeme pozorovat po přírodních katastrofách a obecně u lidí společně čelících nepříznivým podmínkám. Jsou to situace, kdy se „hierarchie a trh stávají luxusem, jenž si nikdo nemůže dovolit.“
Spoluspotřebitelství, o jehož vzestupu hovoříme v posledních letech, je de facto sdílenou ekonomikou, protože se odehrává zejména na komerční bázi. Koncept byl obhájen Rachel Botsmanovou a Roo Rogersem, spoluautory What's Mine Is Yours: The Rise of Collaborative Consumption (Co je moje, je i Vaše: Vzestup spoluspotřebitelství). Botsmanová ve své řeči na TEDx konferencí v Sydney v roce 2010 popsala spoluspotřebitelství jako „nový sociálně-ekonomický velký nápad slibující revoluci ve způsobu, jakým konzumujeme“. Botsmanová vidí spoluspotřebitelství jako sociální revoluci, která umožňuje lidem „vytvářet hodnoty ze sdílených a dostupných zdrojů tak, že vyvažují osobní sobeckost s dobrem větší komunity“.
Spoluspotřebitelství bylo v roce 2010 označené časopisem Time za jeden z 10 nápadů, které změní svět.
Spoluspotřebu lze definovat jako soubor systémů oběhu zdrojů, které spotřebitelům umožňují „získávat“ a „poskytovat“, dočasně nebo trvale, cenné zdroje nebo služby přímou interakcí s ostatními spotřebiteli nebo prostřednictvím zprostředkovatele. Spolupráce není nová; existovala již dávno (např. ve formě bleších trhů, garážových prodejů, prodejů z aut či second–hand obchodů)

## Definice
První podrobné vysvětlení spoluspotřeby v moderní době bylo obsaženo v článku od Marcusa Felsona a Joea L. Spaetha v roce 1978. Spoluspotřeba dostala nové impulsy prostřednictvím informačních technologií, zejména Webu 2.0, mobilních technologií a sociálních sítí. Stojí v ostrém kontrastu s představou konvenční spotřeby. Konvenční spotřeba zahrnuje pasivní spotřebitele, kteří nemohou nebo nemají schopnost poskytovat jakýkoli zdroj nebo službu. Naproti tomu spoluspotřeba nezahrnuje pouze „spotřebitele“, ale „získávající“, kteří nejen „získávají“, ale také „poskytují“ zdroje ostatním (např. spotřebitelé, organizace, vlády). Celkově představuje schopnost spotřebitelů v daném systému distribuce zdrojů přejít z „poskytovatele“ na „nabyvatele“ a z „nabyvatele“ na „poskytovatele“, klíčové rozlišovací kritérium mezi konvenční a kooperativní spotřebou.

### Význam
Sdílená ekonomika je založena na sdílení nevyužitých aktiv, hmotných i nehmotných. Pokud lidé začnou sdílet tyto nevyužité zdroje nebo služby, sníží se to nejen naše fyzické plýtvání, ale také naše plýtvání zdroji.
Existují zhruba dvě formy společné spolupráce:
(1) Oboustranné nebo přístupové systémy: distribuční systémy zdrojů, ve kterých jednotlivci mohou poskytovat a získávat dočasný přístup ke zdrojům, buď bezplatně, nebo za poplatek. Schémata přístupu řízená trhem (např. Car2Go, Zipcar, Bixi ) neumožňují jednotlivcům získávat zdroje a proto nejedná se o systémy vzájemného sdílení, zatímco stránky vzájemného pronájmu nebo knihovny hraček, které spotřebitelům umožňují poskytovat zdroje, systémy vzájemného sdílení jsou.
(2) Redistribuční systémy: distribuční systémy zdrojů, ve kterých mohou jednotlivci poskytovat a získávat zdroje trvale, ať už zdarma nebo za poplatek.
Podle kanadského indexu Kijiji Secondhand Economy Index z roku 2016, který se zaměřuje pouze na systémy přerozdělování, odhaduje, že přibližně 85 % spotřebitelů získalo použité nebo ho naopak poskytlo prostřednictvím second handů, darování nebo výměny prostřednictvím online nebo offline výměnných kanálů. Podle indexu Kijiji Secondhand Economy Index z roku 2015 se kanadský trh s ojetými vozy odhaduje na 230 miliard dolarů.
V roce 2014 sdílená ekonomika představovala globální trh v hodnotě 15 miliard dolarů; v roce 2015 to bylo 29 miliard dolarů a očekává se, že do roku 2025 dosáhne hodnoty 335 miliard dolarů.

### Rachel Botsmanová
Rachel Botsmanová, autorka knihy „Co je mé je tvé: Nárůst spoluspotřeby“, a výzkumná pracovnice v oblasti kooperativní spotřeby definuje kooperativní spotřebu – známou také jako spoluspotřeba – jako „tradiční sdílení, výměna, půjčování, obchodování, pronájem a darování a výměna, zprostředkované moderními technologiemi a prostřednictvím vzájemných komunit.“ Tvrdí, že znovuobjevujeme „nejen to, co konzumujeme – ale také to, jak tok to konzumujeme“. Botsmanová používá příklad elektrické vrtačky: vrtačka je to, co tradičně používáme zcela neefektivně, protože „to, co potřebujeme je díra, ne vrtačka“ a je to přesně věc, která by šla sdílet. Provoz auta stojí nejméně 8 000 dolarů ročně, přestože stráví na parkovišti zhruba 96 % času.
Botsmanová definuje tři systémy, které tvoří spoluspotřebu. Prvním z nich jsou distribuční trhy, na nichž jsou služby používány ke splnění požadavků a přání, takže osobní nevyužitá aktiva mohou být přerozdělena na místa, kde budou lépe využita. Společný životní styl umožňuje lidem sdílet zdroje, jako jsou peníze, dovednosti a čas, což se nejlépe vysvětluje jako sdílení nehmotných zdrojů. Systémy produktových služeb poskytují výhody produktu, aniž by jej museli vlastnit přímo, namísto nákupu produktů, které se používají ke splnění konkrétních účelů, je lze sdílet. Tyto různé systémy přinášejí změny ve společnosti tím, že poskytují nové pracovní příležitosti, včetně způsobů, jak mohou lidé vydělávat peníze rovnocenným způsobem, a snižovat ekologický dopad na životní prostředí.

### Oboustranná role spotřebitele
Spoluspotřeba je výzvou jak pro výzkumníky, tak pro odborníky, protože jako koncept vyvolává oboustrannou úlohu spotřebitele, která přesahuje klasický pojem kupujícího/spotřebitele, který obvykle nemá žádný podíl ve výrobním nebo distribučním procesu. Firmy tradičně prodávaly výrobky a služby spotřebitelům, nyní začínají využívat své zdroje také prostřednictvím spoluvytváření nebo prosumpce (z anglického prosumer = producer + consumer). Podle Scarabota to znamená, že jednotlivci jsou schopni „změnit role, zapojit se do vloženého podnikání a spolupracovat na produkci a přístupu ke zdrojům“. Spoluspotřeba je charakterizována schopností spotřebitelů být „poskytovateli“ i „získávajícími“ zdroje v daném „systému oběhu zdrojů“. Společné systémy spotřeby tedy znamenají systém oběhu zdrojů, ve kterém jednotlivec není jen pouhým „spotřebitelem“, ale také nabyvatelem, který má příležitost potvrdit, pokud je to potřeba nebo potřeba, roli „poskytovatele“ (např. Kijiji, Craigslist, eBay). ), takto:
- Nabyvatel – osoba, která se snaží získat zdroj nebo službu, která je poskytována přímo jiným spotřebitelem (tj. poskytovatelem), nebo nepřímo prostřednictvím zprostředkující organizace známé jako „zprostředkovatel“, která může být zisková (např. prodej použitého nábytku v rámci firmy IKEA) nebo neziskového (např. . Armáda spásy);
- Poskytovatel – osoba, který poskytuje zdroj nebo službu buď přímo, spotřebiteli (tj. nabyvateli), nebo nepřímo, prostřednictvím „prostředníka“ (za účelem zisku nebo neziskově).

Prostřednictvím spoluspotřeby se zákazníci zapojují do procesu vytváření hodnot, nikoli jako formální pracovníci, zaměstnanci nebo dodavatelé, ale jako neformální dodavatelé (tj. poskytovatelé), aby úspěšně sladili své osobní zájmy. Mezitím se organizace zapojují do sféry soukromého majetku a dovedností, jako formální organizace, nikoli jako rodina, přátelé nebo známí, aby dosáhli zisku nebo jiných cílů. Postupy, které se mohou účastnit nabyvatelé a poskytovatelé, se proto dělí na:
- Získání – zahrnuje nákup z druhé ruky, příjem darů, výměnný obchod, dočasný přístup ke zdrojům zdarma nebo za kompenzaci (s výjimkou běžných poplatků za spotřebu), repasovaná/renovovaná spotřeba a v menší míře i recyklovaná spotřeba;
- Poskytování – zahrnuje prodej z druhé ruky, darování, výměnný obchod, poskytování dočasného přístupu ke zdrojům zdarma nebo za výměnu kompenzace, obchod na protiúčet (např. s organizací) a v menší míře i recyklaci.

### Ostatní účastníci
Spotřebitelé si mohou vyměňovat zdroje a služby přímo s nebo bez podpory „zprostředkovatele“, což je subjekt, který usnadňuje výměnu mezi nabyvatelem a poskytovatelem (např. Kijiji, Freecycle, Yerdle). Spotřebitelé si stanovili podmínky výměny a to se týká čisté spolupráce. Existují také jiné typy třetích stran, které se více podílejí na vztazích mezi spotřebiteli. Tito se nazývají „prostředníci“. Stanovují podmínky výměny mezi spotřebiteli a obvykle získají předem stanovenou část objemu vyměňované hodnoty (provizi). Příklady zahrnují second–handy, do kterých mohou spotřebitelé darovat nebo prodávat zboží, které je následně následně znovu prodáno jiným spotřebitelům. Zahrnuty jsou také některé platformy, jako jsou Uber, Airbnb, TaskRabbit nebo Lending Club.

## Intenzita spolupráce
Spoluspotřebu lze nejlépe koncipovat v perspektivě „systému oběhu zdrojů“ způsobuje různé úrovně intenzity spolupráce, konkrétně:
(1) čistá spolupráce (Spotřebitel–>Spotřebitel);
(2) spolupráce při zajišťování zdrojů (Spotřebitel–>Organizace); a
(3) obchodní spolupráce (Organizace–>Spotřebitel). Organizace může být zisková nebo nezisková:
| Vlastnosti                                                | Čistá spolupráce                                                 | Spolupráce při zajišťování zdrojů                                                     | Obchodní spolupráce                                                             |
| --------------------------------------------------------- | ---------------------------------------------------------------- | ------------------------------------------------------------------------------------- | ------------------------------------------------------------------------------- |
| Proces                                                    | Nabyvatel i poskytovatel jsou zákazníci, kteří si vyměňují zdroj | Poskytovatel poskytuje zdroj nebo službu nabyvateli prostřednictvím zprostředkovatele | Nabyvatel získá zdroj nebo službu od poskytovatele prostřednictvím prostředníka |
| Příklad procesu                                           | Použitý nákup / prodej televizního přijímače na bleším trhu      | Další prodej televizoru do antikvariátu                                               | Spotřebitel nakupuje televizi z druhé ruky elektroniky                          |
| Typ výměny                                                | Spotřebitel–>Spotřebitel)                                        | Spotřebitel–>Organizace)                                                              | Organizace–>Spotřebitel)                                                        |
| Spotřebitelská role                                       | Nabyvatel i poskytovatel                                         | Poskytovatel                                                                          | Nabyvatel                                                                       |
| Přítomnost poskytovatele podpory (např. webové platformy) | Ano                                                              | Ano                                                                                   | Ano                                                                             |
| Přítomnost prostředníka                                   | Ne                                                               | Ano                                                                                   | Ano                                                                             |

### Čistá spolupráce
- Čistá spolupráce [7] zahrnuje přímé výměny P2P, při nichž si zákazníci přímo vyměňují konkrétní zdroj nebo službu. Například na online platformách, jako jsou inzeráty nebo aukční weby, spotřebitelé přímo poskytují a získávají zdroje nebo služby. Ačkoli tyto online platformy jsou meziprodukty, nejsou „zprostředkovateli“, protože spotřebitelé si mohou volně navrhnout podmínky distribuce a spotřeby zdroje nebo služby, zatímco zprostředkovatelé do navrhování zasahují. Stručně řečeno, mediátory jsou meziprodukty, ale ne všechny meziprodukty jsou nezbytně mediátory. Například kanadská webová stránka pro spolujízdu Amigo Express neumožňuje nabyvatelům (získávajícím spolujízdu ) a poskytovatelům (poskytovatelům spolujízdy) kontaktovat se ke sjednáním podmínek jízdy. Každý z nich musí využít web a zaplatit poplatek, aby mohl službu získat nebo poskytnout. Amigo Express je tedy prostředníkem, který je tedy poskytovatelem podpory i prostředníkem. Naopak, používání služby TheCarpoolingNetwork umožňuje spotřebitelům uspořádat si podmínky výměny a web funguje jako poskytovatel podpory, ne jako zprostředkovatel. Většina webových stránek Spotřebitel–>Spotřebitel jsou online platformy a fungují na modelu freemium, kde je základní používání webu zdarma, ale za prémiové funkce je třeba platit (např. Craigslist).[25] Jiní mají způsob výměny darovacího softwaru, kdy je používání webových stránek zdarma, ale jsou požadovány nebo přijímány finanční příspěvky na kompenzaci nákladů na tvorbu a údržbu (např. The Khan Academy).[25]

### Spolupráce při získávání zdrojů
- Spolupráce při získávání zdrojů[7] Nové technologie vyvolaly podnikatelskou kreativitu při vývoji nových druhů meziproduktů. Tvrdí, že zpochybňují konvenční podnikání, podnikají aniž by sami dodávali nebo produkovali cokoli, ale využívali logiku crowdsourcingu, aby tak učinili. Spolupráce při zajišťování zdrojů proto znamená, že organizace neposkytují zdroj ani neposkytují služby spotřebitelům samy o sobě, ale spoléhají na poskytovatele (tj. spotřebitele), aby provedli některý z nich. Využívají internet k tomu, aby zprostředkovávali, za cenu a efektivněji, burzy, které by jinak byly autentickými burzami Spotřebitel–>Spotřebitel. Například spolupráce při zajišťování zdrojů se může vztahovat na renovované nebo repasované výrobky prodávané konvenčními organizacemi, ale poskytované spotřebiteli (tj. poskytovateli), kteří byli z nějakého důvodu nespokojeni s dotyčnými produkty. Mezi další příklady patří poskytování zdrojů spotřebitelům prodejcům starožitností, zasilatelským obchodům nebo programu Amazon Fulfillment By Amazon (FBA). Podobně online platformy, které přijímají procentní provizi (např. Uber, Instacart, TaskRabbit, Airbnb ), skutečně zadávají plnění konkrétních úkolů nebo pracovních úkolů spotřebiteli A, aby je mohly účinně přerozdělit spotřebitelům B. Hmatatelný zdroj se může šířit napříč více organizací (meziproduktů) od poskytovatele k nabyvateli. Například, auto prodané spotřebitelem profesionálnímu prodejci aut může pak být prodáno a znovu prodáno několika dalšími prodejci automobilů, než bude nakonec znovu prodáno spotřebiteli.

### Obchodní spolupráce
- Obchodní spolupráce[7] je symetrickým opakem „spolupráce při zajišťování zdrojů“ v tom, že se týká nabyvatele, který využívá zdroje zprostředkované organizací, ale původně poskytl jiný spotřebitel (tj. poskytovatel) prostřednictvím spolupráce při zajišťování zdrojů. Nabyvatel tak těží ze zdroje, který původně získal poskytovatel zprostředkovateli. Mediátor zase nabízí zdroje poskytovatelů nabyvateli, obvykle – ale ne výhradně – za cenu, která bude zcela, částečně nebo vůbec vrácena původnímu poskytovateli. Na rozdíl od běžné spotřeby, kdy zdroj, který byl využíván, i když dočasně, pochází od společnosti, obchodní spolupráce předpokládá, že zdroj, který má nabyvatel, původně pocházel od jiného spotřebitele. Například k obchodní spolupráci dochází, když spotřebitel B získá levnější repasovaný iPhone, s nímž A obchoduje za cenu Best Buy. Nebo k tomu dochází, když si spotřebitel B využije dodání potravin spotřebitelem A prostřednictvím crowdsourcingové aplikace Instacart.

## Příklady

### Pohostinství / ubytování
- Airbnb – sdílení ubytování v soukromých domech/bytech.[27]
- Cohousing – sdílené bydlení[28]
- CouchSurfing – služba sociálních sítí pro ubytování mezi členy bez peněžní výměny[29]
- Wimdu – sdílení místnosti v soukromých domech
- haasliving – sdílené bydlení
- WarmShowers – sdílené ubytování pro cestující cyklisty

### Sdílení kanceláří
- ShareDesk – služba sdílení stolních a kancelářských prostor
- coworking – komunitní služba pro co-working

### Výuka jazyků
- italki – online platforma, která spojuje učitele jazyků a studenty
- TUTOROO – online platforma, která spojuje blízké rodilé mluvčí a studenty pro soukromé jazykové lekce

### Klasifikovaná reklama
- Craigslist – online tržiště
- Kijiji – online tržiště

### Služby
- Airtasker – tržiště služeb (např. kvalifikovaní řemeslníci)
- Taskrabbit – tržiště služeb (např. zpracování dřeva, oprava kuchyňského dřezu, ...)
- Takl – služby v domácnosti a domácí práce
- Upwork – tržiště služeb (např. grafický design, psaní, ...)

### Úložný prostor
- Spacer
- Storemates

### Doprava
- AJO.cz – sdílení aut[30]
- Anytime – sdílení aut[31]
- Autonapůl – sdílení aut[32]
- Autostop.cz – spolujízda[33]
- BlaBlaCar – spolujízda[34]
- Bolt – (dříve Taxify) - přeprava osob ve městech[35]
- CAR4WAY – sdílení aut[36]
- ČD bike – sdílení/půjčovny kol Českých drah[37]
- Freebike – sdílená kola[38]
- GoDrive – carsharing v Českých Budějovicích[39]
- HoppyGo – sdílení aut[40]
- Karkulka PMDP – plzeňský carsharing[41]
- Rekola – sdílení kol[42]
- re.volt – sdílení aut[43]
- Spolujizda.cz – spolujízda[44]
- Uber – přeprava osob ve městech[45]
- Uniqway – studentský carsharing[46]

### Zboží
- Annonce (příslušná sekce) – půjčovna nářadí
- Fat Llama – půjčovna zboží
- MojeTvoje – internetová půjčovna
- Miutcánk – lokální platforma pro sdílení nástrojů a zboží
- Swapace – obchodní služba pro zboží
- Swap – obchodní služba pro zboží
- Streetbank – půjčovna zboží
- Yerdle Recommerce – služba dalšího prodeje značek